# Charles Manners, 4. vévoda z Rutlandu
Charles Manners, 4. vévoda z Rutlandu (Charles Manners, 4th Duke of Rutland, 4th Marquess of Granby, 12th Earl of Rutland, 4th Baron Manners of Haddon) (15. března 1754 – 24. října 1787, Dublin, Irsko) byl britský státník a dvořan ze šlechtického rodu Mannersů. Od mládí se angažoval v politice jako stoupenec whigů, s titulem vévody z Rutlandu byl od roku 1779 členem Sněmovny lordů. Zastával funkce ve vládě a v letech 1784-1787 byl místokrálem v Irsku.

## Kariéra
Narodil se jako nejstarší syn generála markýze z Granby, po matce Frances Seymour (1728-1761) byl synovcem 7. vévody ze Somersetu. Studoval v Etonu a Cambridge, v letech 1774-1779 byl členem Dolní sněmovny za stranu whigů. V roce 1779 zdědil titul vévody z Rutlandu a vstoupil do Sněmovny lordů, v letech 1779-1787 byl zároveň lordem-místodržitelem v Leicesteru. V obou komorách parlamentu stál v opozici proti Northově vládě, přičemž profitoval na vzájemně prospěšném přátelství s rodinou Pittů. V roce 1782 obdržel Podvazkový řád a od roku 1783 byl členem Tajné rady. Ve funkci nejvyššího hofmistra vstoupil v roce 1783 do vlády hraběte ze Shelburne, což se setkalo s nesouhlasem Jiřího III. a vévody z Graftonu. Po pádu Shelburnova kabinetu se připojil k vládě svého přítele W. Pitta mladšího a stal se lordem strážcem tajné pečeti (1783-1784). V letech 1784-1787 byl místokrálem v Irsku. Ve spolupráci s Pittem se mu podařilo realizovat vládní záměry v Irsku a přes odpor opozice získal jako místokrál značnou popularitu, mimo jiné díky své přátelské povaze. Cestou po severním Irsku se v létě 1787 zhoršil jeho zdravotní stav a zemřel následkem tuberkulózy v říjnu téhož roku.

## Rodina
V roce 1776 se oženil s Mary Somerset (1756-1831), dcerou 4. vévody z Beaufortu. Měli spolu šest dětí, dědicem titulů byl nejstarší syn John Manners, 5. vévoda z Rutlandu (1778-1857), další synové lord Charles Manners (1780-1855) a lord Robert Manners (1781-1835) dosáhli v armádě hodnosti generála a zasedali v Dolní sněmovně.
Kromě politické kariéry pokračoval v rodinné tradici shromažďování uměleckých sbírek a podílel se také na stavebních úpravách rodového sídla Belvoir Castle (Leicestershire)